# جوكرا
جوكرا (بالصينية: 蚶山) هي مقيم، وبلدة تاريخية ومدينة ملكية سابقة في منطقة كوالا لاغت، في سلاغور بماليزيا . يفصلها نهر لاغت عن بولاو كاري. تدار المدينة من قبل المنطقة 16 التابعة لمجلس بلدية كوالا لاغت.

## التاريخ
كانت جوكرا العاصمة الملكية لسلاغور عندما بنى الملك الحاكم آنذاك السلطان عبد الصمد آستانة جوكرا (قصر جوجرا) وانتقل إلى هناك في عام 1875. وكانت تقع في موقع استراتيجي، ليس بالضبط عند مصب النهر ولكن يمكن الوصول إليها بسهولة من مضيق ملقا، ومحمية بواسطة تل بوكيت جوكرا؛ التي تبرز بوضوح فوق المستنقعات المنخفضة. لقرون كانت بمثابة معلم مألوف للملاحين في مضيق ملقا. وقام البحارة الصينيون والعرب والأوروبيون بوضع علامة عليها في مخططاتهم.
خلال هذا الوقت أصبحت جوكرا أيضًا لفترة وجيزة مركزًا للإدارة البريطانية في سلاغور، على الرغم من أنه سرعان ما تم نقل الإدارة البريطانية إلى كلاغ، وبعد عقد من الزمن إلى كوالالمبور. استمر السلطان في العيش في جوكرا حتى وفاته عام 1898، ثم اعتلى العرش السلطان علاء الدين سليمان شاه خلال مراسم اعتلاء العرش في جوكرا. بعد ذلك، نقل السلطان علاء الدين سليمان مقر إقامته الرسمي إلى آستانة عالم شاه في كلاغ شمالًا في عام 1905، حيث عاش لمدة 35 عامًا تالية.

## الأماكن
من بين الأماكن المهمة في هذه المدينة الجذابة القصور الملكية مثل آستانة بندر، وضريح السلطان عبد الصمد، ومساجد مثل مسجد علاء الدين.